# Coupe des champions de rink hockey 1995-1996
Navigation
Coupe des champions 1994-1995 Ligue des champions 1996-1997
La Coupe des champions de rink hockey 1995-1996 est la 31e édition de la plus importante compétition européenne de rink hockey entre équipes de club. La compétition est remportée par le Igualada HC qui devient champion d'Europe des clubs pour la 4e fois.

## Déroulement
Cette édition 1995-1996 se déroule en matchs à éliminations directe avec un tour préliminaire, suivi d'une phase finale commençant par des quarts de finale. Chaque tour est joué en matchs aller et retour. L'équipe la meilleure sur le score cumulé des deux matchs est qualifiée pour le tour suivant.

## Équipes qualifiées
| 1995-1996           |
| ------------------- |
| Igualada HC         |
| FC Barcelone        |
| SL Benfica          |
| Hockey Novara       |
| Nantes ARH          |
| Genève RHC          |
| RSV Weil            |
| RHC Wolfurt         |
| EDRC Agor Dordrecht |

| \| Nantes ARH RSV Weil Novara Benfica FC Barcelone Igualada Genève Wolfurt Agor Dordrecht \| Localisation des clubs qualifiés. |
| Nantes ARH RSV Weil Novara Benfica FC Barcelone Igualada Genève Wolfurt Agor Dordrecht                                         |

## Tour préliminaire
| Équipe     | Résultat | Équipe              | 1ª Match | 2ª Match |
| Genève RHC | 15-3     | EDRC Agor Dordrecht | 9-0      | 6-3      |

## Phase finale
|  | Quarts de finale         | Quarts de finale         | Quarts de finale         | Quarts de finale         |             |             | Demi-finales            | Demi-finales            | Demi-finales            | Demi-finales            |  |  | Finale                | Finale                | Finale                | Finale                |
|  |                          |                          |                          |                          |             |             |                         |                         |                         |                         |  |  |                       |                       |                       |                       |
|  | 30 mars et 13 avril 1996 | 30 mars et 13 avril 1996 | 30 mars et 13 avril 1996 | 30 mars et 13 avril 1996 |             |             | 27 avril et 12 mai 1996 | 27 avril et 12 mai 1996 | 27 avril et 12 mai 1996 | 27 avril et 12 mai 1996 |  |  | 26 mai et 1 juin 1996 | 26 mai et 1 juin 1996 | 26 mai et 1 juin 1996 | 26 mai et 1 juin 1996 |
|  | 30 mars et 13 avril 1996 | 30 mars et 13 avril 1996 | 30 mars et 13 avril 1996 | 30 mars et 13 avril 1996 |             |             | 27 avril et 12 mai 1996 | 27 avril et 12 mai 1996 | 27 avril et 12 mai 1996 | 27 avril et 12 mai 1996 |  |  | 26 mai et 1 juin 1996 | 26 mai et 1 juin 1996 | 26 mai et 1 juin 1996 | 26 mai et 1 juin 1996 |
|  | RSV Weil                 | RSV Weil                 | 11                       | 10                       |             |             | 27 avril et 12 mai 1996 | 27 avril et 12 mai 1996 | 27 avril et 12 mai 1996 | 27 avril et 12 mai 1996 |  |  | 26 mai et 1 juin 1996 | 26 mai et 1 juin 1996 | 26 mai et 1 juin 1996 | 26 mai et 1 juin 1996 |
|  | RSV Weil                 | RSV Weil                 | 11                       | 10                       |             |             | 27 avril et 12 mai 1996 | 27 avril et 12 mai 1996 | 27 avril et 12 mai 1996 | 27 avril et 12 mai 1996 |  |  | 26 mai et 1 juin 1996 | 26 mai et 1 juin 1996 | 26 mai et 1 juin 1996 | 26 mai et 1 juin 1996 |
|  | RHC Wolfurt              | RHC Wolfurt              | 2                        | 0                        |             |             | 27 avril et 12 mai 1996 | 27 avril et 12 mai 1996 | 27 avril et 12 mai 1996 | 27 avril et 12 mai 1996 |  |  | 26 mai et 1 juin 1996 | 26 mai et 1 juin 1996 | 26 mai et 1 juin 1996 | 26 mai et 1 juin 1996 |
|  | RHC Wolfurt              | RHC Wolfurt              | 2                        | 0                        | RSV Weil    | RSV Weil    | 3                       | 3                       |                         |                         |  |  | 26 mai et 1 juin 1996 | 26 mai et 1 juin 1996 | 26 mai et 1 juin 1996 | 26 mai et 1 juin 1996 |
|  | 30 mars et 13 avril 1996 |                          |                          |                          | RSV Weil    | RSV Weil    | 3                       | 3                       |                         |                         |  |  | 26 mai et 1 juin 1996 | 26 mai et 1 juin 1996 | 26 mai et 1 juin 1996 | 26 mai et 1 juin 1996 |
|  |                          |                          | Igualada HC              | Igualada HC              | 6           | 18          |                         |                         |                         |                         |  |  | 26 mai et 1 juin 1996 | 26 mai et 1 juin 1996 | 26 mai et 1 juin 1996 | 26 mai et 1 juin 1996 |
|  | Genève RHC               | Genève RHC               | Igualada HC              | Igualada HC              | 6           | 18          | 0                       | 0                       |                         |                         |  |  | 26 mai et 1 juin 1996 | 26 mai et 1 juin 1996 | 26 mai et 1 juin 1996 | 26 mai et 1 juin 1996 |
|  | Genève RHC               | Genève RHC               | 27 avril et 12 mai 1996  |                          |             |             | 0                       | 0                       |                         |                         |  |  | 26 mai et 1 juin 1996 | 26 mai et 1 juin 1996 | 26 mai et 1 juin 1996 | 26 mai et 1 juin 1996 |
|  | Igualada HC              | Igualada HC              | 5                        | 8                        |             |             |                         |                         |                         |                         |  |  | 26 mai et 1 juin 1996 | 26 mai et 1 juin 1996 | 26 mai et 1 juin 1996 | 26 mai et 1 juin 1996 |
|  | Igualada HC              | Igualada HC              | 5                        | 8                        | Igualada HC | Igualada HC | 0                       | 2E                      |                         |                         |  |  |                       |                       |                       |                       |
|  | 30 mars et 13 avril 1996 |                          |                          |                          | Igualada HC | Igualada HC | 0                       | 2E                      |                         |                         |  |  |                       |                       |                       |                       |
|  |                          |                          | FC Barcelone             | FC Barcelone             | 0           | 2           |                         |                         |                         |                         |  |  |                       |                       |                       |                       |
|  | Nantes ARH               | Nantes ARH               | FC Barcelone             | FC Barcelone             | 0           | 2           | 5                       | 2                       |                         |                         |  |  |                       |                       |                       |                       |
|  | Nantes ARH               | Nantes ARH               |                          |                          |             |             |                         |                         |                         |                         |  |  |                       |                       |                       |                       |
|  | SL Benfica               | SL Benfica               | 8                        | 21                       |             |             |                         |                         |                         |                         |  |  |                       |                       |                       |                       |
|  | SL Benfica               | SL Benfica               | 8                        | 21                       | SL Benfica  | SL Benfica  | 3                       | 1                       |                         |                         |  |  |                       |                       |                       |                       |
|  | 30 mars et 13 avril 1996 |                          |                          |                          | SL Benfica  | SL Benfica  | 3                       | 1                       |                         |                         |  |  |                       |                       |                       |                       |
|  |                          |                          | FC Barcelone             | FC Barcelone             | 3           | 4           |                         |                         |                         |                         |  |  |                       |                       |                       |                       |
|  | Hockey Novara            | Hockey Novara            | FC Barcelone             | FC Barcelone             | 3           | 4           | 2                       | 2                       |                         |                         |  |  |                       |                       |                       |                       |
|  | Hockey Novara            | Hockey Novara            |                          |                          |             |             |                         | 2                       |                         |                         |  |  |                       |                       |                       |                       |
|  | FC Barcelonne            | FC Barcelonne            | 1                        | 5                        |             |             |                         |                         |                         |                         |  |  |                       |                       |                       |                       |
|  | FC Barcelonne            | FC Barcelonne            | 1                        | 5                        |             |             |                         |                         |                         |                         |  |  |                       |                       |                       |                       |
|  |                          |                          |                          |                          |             |             |                         |                         |                         |                         |  |  |                       |                       |                       |                       |

( ) = Tirs au but; [ ] = Match d'appui; ap = Après prolongation; e = Victoire grâce aux buts marqués à l'extérieur; f = Victoire par forfait
| Ligue des champions 95-96 Vainqueur |
| ----------------------------------- |
|                                     |
| Igualada HC (4e titre)              |